# Longeau (rivière)
Pour les articles homonymes, voir Longeau.
Le Longeau est une rivière française qui coule dans les départements lorrains de la Meuse et de Meurthe-et-Moselle. C'est un affluent de l'Yron en rive gauche et donc un sous-affluent du Rhin par l'Orne et par la Moselle.

## Géographie
Le Longeau naît au niveau de l'étang de Longeau sur le territoire de la commune meusienne de Hannonville-sous-les-Côtes, dans la région des Côtes de Meuse, humide et couverte de bois. Il adopte au début la direction générale du nord-ouest. Arrivé au niveau de la localité de Bonzée, il effectue un coude vers l'est, orientation qu'il maintient tout au long du reste de son parcours et traverse ainsi la région de la Woëvre. Après un parcours de 37,5 kilomètres, il se jette dans l'Yron (rive gauche) à Jarny.
Pendant le premier tiers de son parcours, le Longeau coule dans les limites du parc naturel régional de Lorraine

### Communes et cantons traversés
Le Longeau baigne ou longe les communes suivantes :
- département de la Meuse : Hannonville-sous-les-Côtes, Dommartin-la-Montagne, Saint-Rémy-la-Calonne, Combres-sous-les-Côtes, Les Éparges, Bonzée, Fresnes-en-Woëvre, Saulx-lès-Champlon, Saint-Hilaire-en-Woëvre, Marchéville-en-Woëvre, Harville et Moulotte.

- département de Meurthe-et-Moselle : Allamont, Brainville, Friauville, Conflans-en-Jarnisy et Jarny

### Bassin versant
Le Longeau traverse les sept zones hydrographiques suivantes de A812, A813, A814, A815, A816, A817, et A818 pour une superficie totale de 213 km2. Ce bassin versant est constitué à 73,16 % de « territoires agricoles », à 24,36 % de « forêts et milieux semi-naturels », à 2,11 % de « territoires artificialisés », à 0,35 % de « zones humides ».

## Affluents
Le Longeau a dix affluents référencés :
- le ruisseau de Moulinvau,
- le ruisseau de Champe avec un affluent :
  - le ruisseau de Saint-Martin,
- le ruisseau d'Haudiomont,
- le ruisseau de la Noue,
- la Fosse du Pont-Saint-Pierre,
- le ruisseau de Riaville,
- le ruisseau Moutru,
- le ruisseau du Pont,
- le ruisseau de la Fontaine des Bussieres,
- La Seigneulle avec deux affluents :
  - le ruisseau le Drauneau,
- le ruisseau de Remonville,

Le rang de Strahler est donc de trois.

## Hydrologie

### Le Longeau au confluent de l'Yron
Le module du Longeau, au confluent de l'Yron vaut 2,17 m3/s pour un bassin versant de 213,8 km2

### Lame d'eau et débit spécifique
La lame d'eau écoulée dans le bassin est de 320 millimètres par an, ce qui est moyennement élevé et égal à la moyenne de la France tous bassins confondus (elle aussi de 320 millimètres par an), mais est très nettement inférieur à la moyenne du bassin français de la Moselle (445 millimètres par an à Hauconcourt, en aval de Metz). Son débit spécifique ou Qsp atteint dès lors le chiffre de 10,15 litres par seconde et par kilomètre carré de bassin.

## Patrimoine - Tourisme

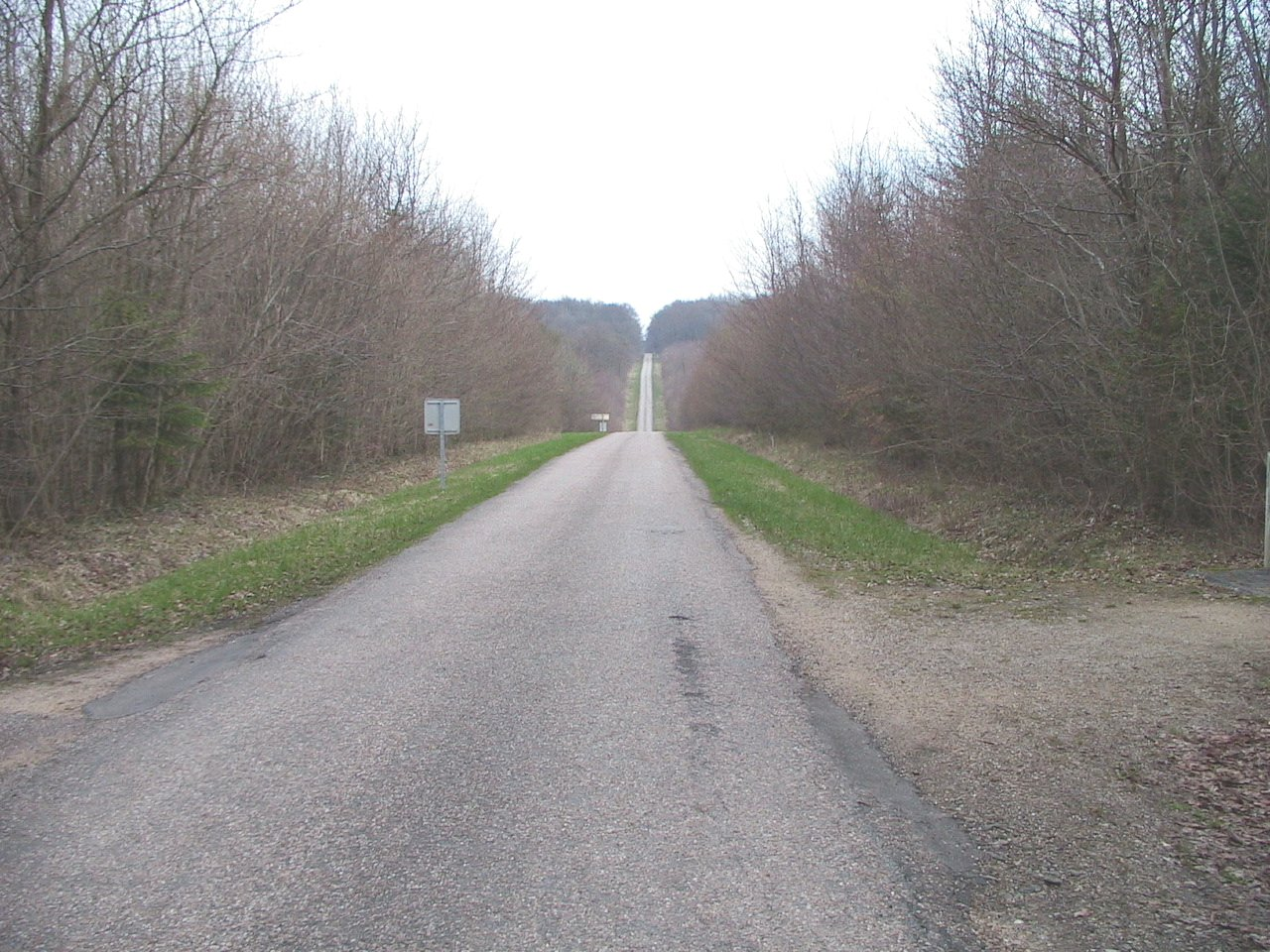
La Tranchée de Calonne, théâtre d'âpres combats en 1914-1918. C'est ici que tomba Alain-Fournier.

La plus grande partie du patrimoine architectural et historique a été totalement anéanti lors des terribles combats de la Première Guerre mondiale. Il n'en est pas moins vrai que les paysages superbes et variés, les grandes forêts et les nombreux étangs qui couvrent le bassin du Longeau sont très attractifs pour ceux qui recherchent le tourisme vert, ainsi que pour les amateurs de calme, de repos et d'air pur. La chasse, la pêche, les randonnées et baignades sont fort pratiquées. La partie occidentale du bassin du Longeau (Côtes de Meuse) se situe au sein du parc naturel régional de Lorraine.
- Hannonville-sous-les-Côtes : Musée des Arts et traditions populaires. Vigne. Forêt de plus de 7500 hectares. Étang de Longeau : pêche, camping. Randonnées. L'église du XIXe a pu être restaurée.

- Saint-Rémy-la-Calonne : village détruit en 1914-1918. Cimetière militaire français avec tombe d'Alain-Fournier. Tranchée de Calonne : route pittoresque en forêt. Chasse. Randonnées.

- Combres-sous-les-Côtes : détruit en 1914-1918. Village vert et fleuri. Site dit "du Champ de Bataille" (Site Classé).

- Les Éparges : entièrement détruit en 1914-1918 puis reconstruit. Crête des Éparges : lieu de durs combats en 1914-1918. Bois. Centre d'attelage, randonnées. Gîte rural.

- Bonzée : commune formée par regroupement de Bonzée-en-Woëvre, Mont-Villers (comprenant Mont-sous-les-Côtes et Villers-sous-Bonchamps) et Mesnil-sous-les-Côtes. Vestiges gallo-romain. Vestiges de forteresse avec bâtiments du XVIIe siècle. L'église de Bonzée-en-Woëvre, reconstruite en de 1930, possède une belle Déposition de Croix du XVIe siècle. Église de Mont-Villers du XVIIIe. Église Notre-Dame de Génaviot, construite en 1938, lieu de pèlerinage. Centre Permanent d'Initiation à l'Environnement (CPIE) : foyer rural et ancienne ferme. Camping à la ferme. Colvert : base nautique et de loisirs, pêche et baignades sur un plan d'eau. Ferme équestre à Bonzée et centre équestre à Mont-Villers : chevaux, poneys, ânes, attelage, etc. Gîte équestre. Gîte rural.

- Jarny : Église fortifiée, avec chœur du XIIIe, nef des XVe et XVIIIe. Le clocher est l'ancien donjon du XIVe d'un château fort. Cuve baptismale du XIIIe, vitraux du XVIe. Château de Moncel du XIXe avec son parc.